# Vallhund Thụy Điển
Chó Vallhund Thụy Điển, (tiếng Anh: Swedish Vallhund, tiếng Thụy Điển: Västgötaspets), là một giống chó có nguồn gốc từ Thụy Điển. Cái tên Vallhund khi dịch sang Tiếng Anh có nghĩa là chó chăn gia súc, giống như loài Vallhund Thụy Điển ban đầu được nuôi để chăn gia súc hơn 1000 năm trước. Vào năm 1942, con chó đã gần như tuyệt chủng, nhưng việc nuôi dưỡng của người Thụy Điển Bjorn von Rosen và K. G. Zettersten đã cố gắng làm sống lại giống chó này. Vào năm 1943, công nhận giống Vallhund Thuỵ Điển như một giống chó, và chính thức phân loại Vallhund Thuỵ Điển thành "Västgötaspets" thay vì Västergötland, nơi mà chúng được hồi sinh. Kể từ đó, giống đã được công nhận bởi, và được lai tạo, trên mười quốc gia.

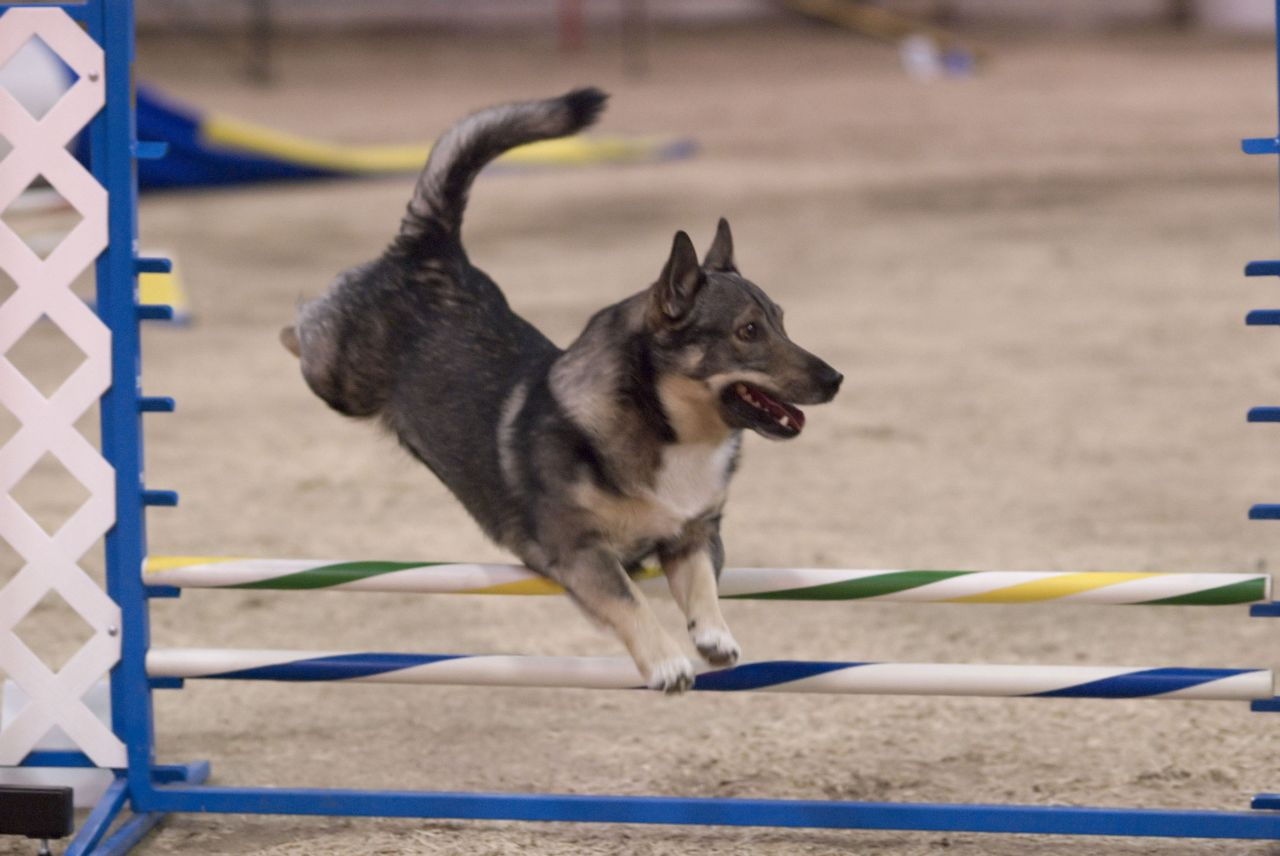
Chó Vallhund Thụy Điển trong một cuộc thi nhanh nhẹn

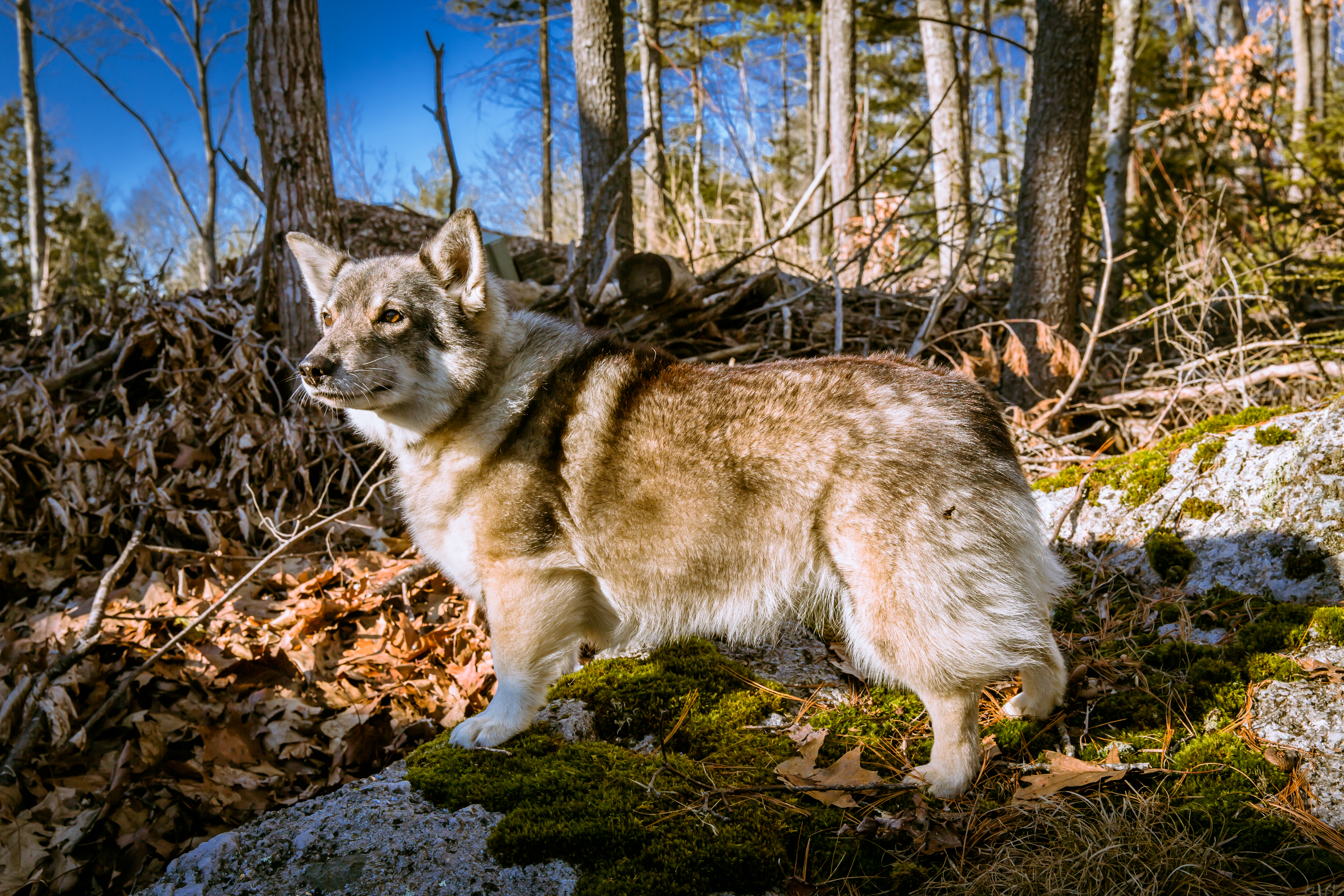
Chó Vallhund Thụy Điển

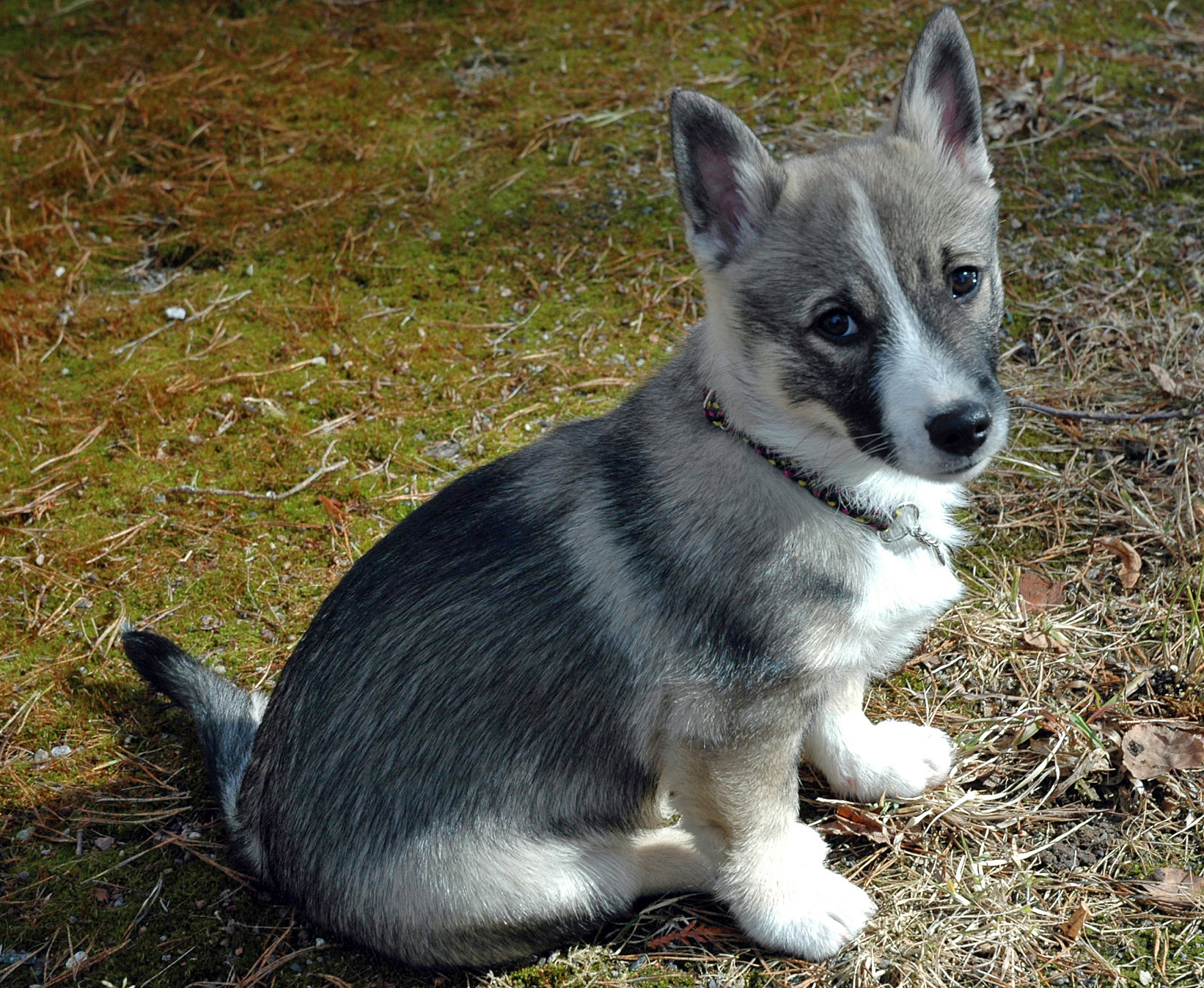
Chó Vallhund Thụy Điển

## Ngoại hình
Chiều cao trung bình của chó Vallhund Thuỵ Điển, được đo ở các vai, là 33 cm ở con đực và 31 cm ở con cái và cân nặng từ 11–15 kg. Là một giống chó nhỏ và lùn, phần cơ thể của chúng dài gấp đôi chiều cao của các cặp chân, phần cổ cũng rất ngắn. Chúng có đầu thủ khá dài, hộp sọ phẳng, mõm nhọn, đôi mắt nhỏ, hai tai mọc cao vểnh đứng ở hai bên đầu, chiếc đuôi thường buông thõng đằng sau.

## Bộ lông và màu
Giống chó này có một bộ lông dày đặc và mềm. Lông của chân dài hơn một chút so với phần cổ, ngực và phần sau của chân sau. Lông màu thay đổi từ màu xám, xám nâu và xám vàng đến nâu đỏ, với mái lông sẫm màu ở mặt sau, cổ và hai bên của cơ thể. Màu nhẹ hơn có thể được nhìn thấy trên mõm, cổ họng, ngực, bụng, mông, bàn chân và hai bắp chân. Chúng có các dấu hiệu nhẹ hơn trên vai của chúng, còn được gọi là dấu hiệu khai thác. Một số con chó có các đốm trắng xuất hiện, ở một mức độ nhỏ trên cổ hoặc vòng cổ nhỏ, cũng như có các mảng màu trắng trên mũi chân sau và trên ngực. Tối đa là 30% màu trắng.

## Tập tính
Chó Vallhund Thụy Điển là một giống chó nhỏ nhưng rất thông minh và nhanh nhẹn, chúng tràn đầy năng lượng và rất năng động, loài chó này cũng rất tình cảm và tốt bụng, chúng thích làm trò và tạo không khí vui vẻ. Đây là người bạn tuyệt vời trong gia đình thích sự náo nhiệt.
Tuy thân thiện và hiếu động nhưng chúng cũng rất cảnh giác với người lạ, loài chó này cũng khá hiếu chiến với những con chó khác. Cần phải rèn luyện bản tính cho chúng ngay từ nhỏ.

## Chăm sóc
Giống chó Vallhund Thụy Điển thích hợp với cuộc sống trong gia đình, chúng cần được hoạt động thường xuyên, nên cho chúng đi dạo và vui chơi hàng ngày để giải phóng năng lượng.
Bộ lông của loài chó này không rụng nhiều và không cần phải chăm sóc nhiều, chỉ cần thường xuyên tắm cho chúng.

## Sức khỏe
Chó Vallhund Thụy Điển nói chung là một con chó khỏe mạnh, tuổi thọ trung bình của nó là 15 năm. Loài này hoạt động tốt ở vùng khí hậu nóng vì lớp lông kép, miễn là chó được cung cấp bóng mát và nước mát. Loài này không hoạt động tốt trong tuyết rất sâu vì chân ngắn của nó. Vallhund Thụy Điển có một loại di truyền teo bệnh võng mạc tiến triển ở 34,9%, xuất hiện từ nhẹ đến trung bình vào ban đêm mù quanh tuổi mười.

## Hoạt động
Chó Vallhund Thụy Điển có thể cạnh tranh trong: thử nghiệm nhanh nhẹn chó, sự vâng phục, sự vâng phục tập hợp, biểu diễn, bóng bay, theo dõi, đi bộ đường dài, và các sự kiện chăn gia súc. Bản năng chăn gia súc và khả năng đào tạo có thể được đo tại các thử nghiệm chăn nuôi không cạnh tranh. Vallhunds Thụy Điển thể hiện bản năng chăn nuôi cơ bản có thể được huấn luyện để cạnh tranh trong các thử nghiệm chăn gia súc.

## Lịch sử
Chó Vallhund Thụy Điển là một giông chó cổ xưa của Thụy Điển từ thế kỷ thứ 8 hoặc 9. Giống chó này có nguồn gốc từ Västergötland, nằm ở phía nam hồ Vänern. Giống chó Vallhund Thụy Điển có thể đã được những người Viking mang tới Đảo Anh hơn 1.000 năm trước, loài chó này được các nhà lai tạo Thụy Điển nhân giống để nuôi dưỡng với mục đích chăn gia súc trong các nông trại và các trại chăn nuôi, làm nhiệm vụ canh gác và săn chuột cống.
Loài chó này được giới thiệu đến Hoa kỳ và trở nên phổ biến hơn tại châu Âu, chúng được Hiệp hội chó giống Mỹ công nhận vào năm 2007.

Chó Vallhund Thụy Điển
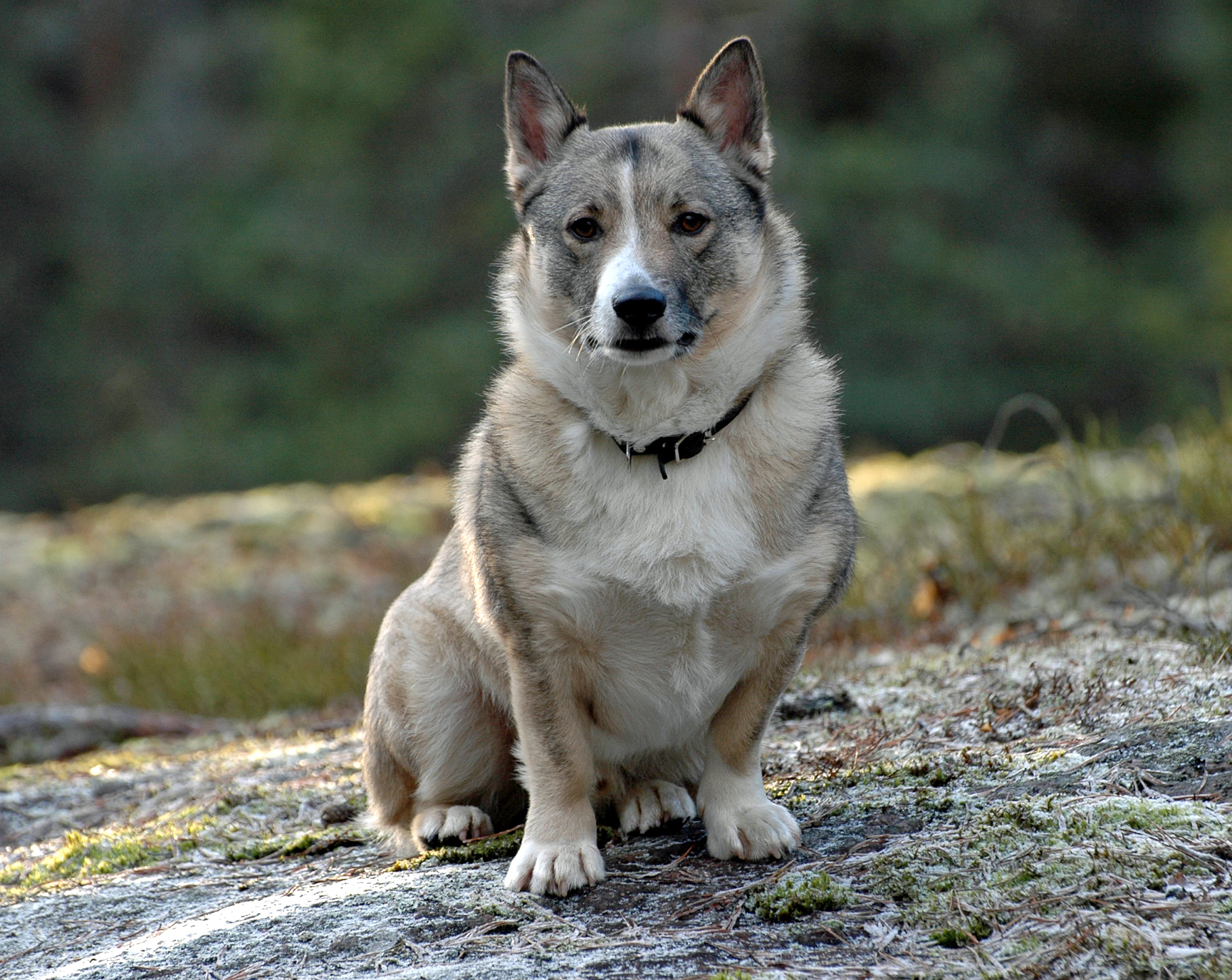
Chó Vallhund Thụy Điển
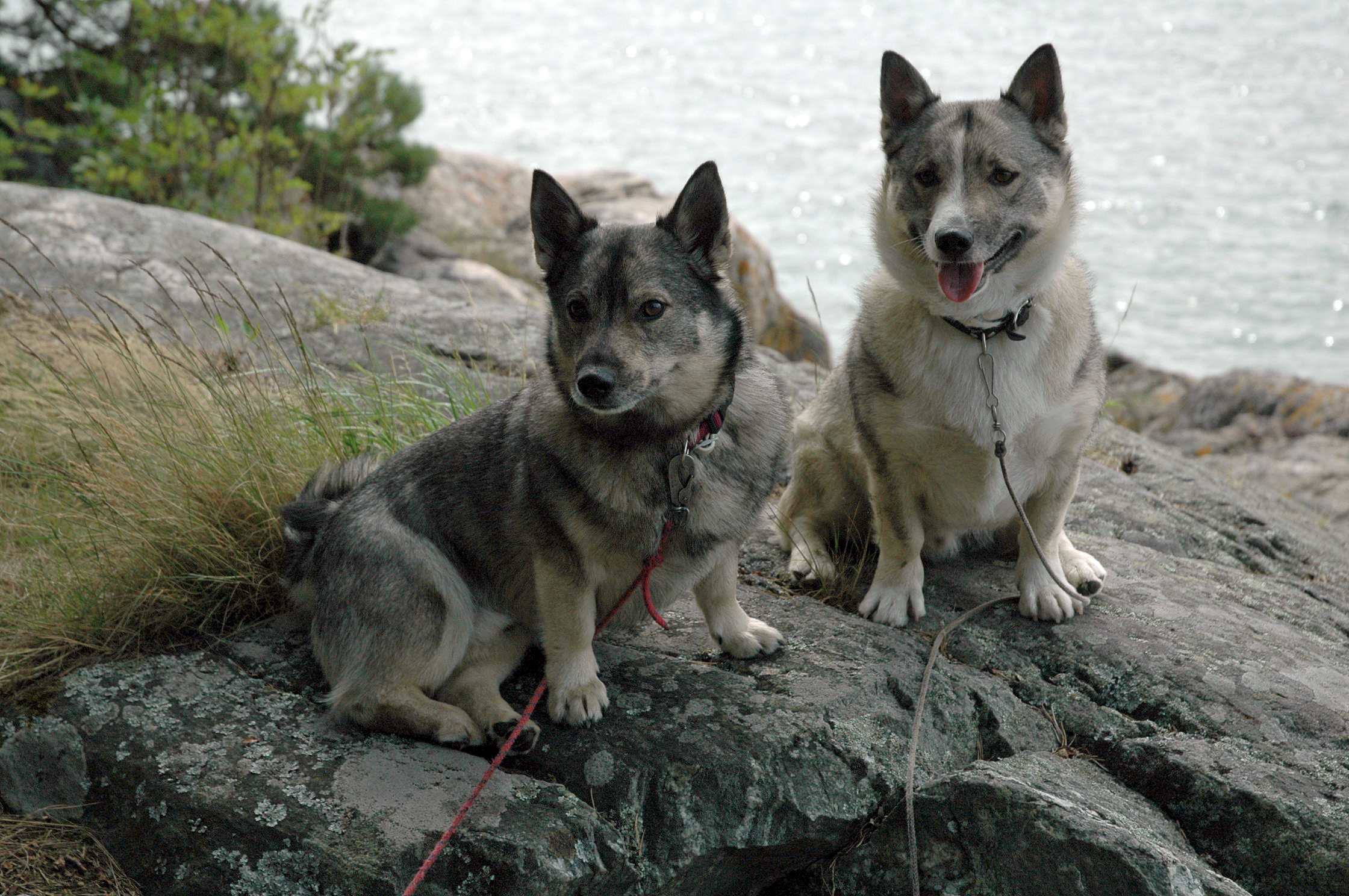
Hai con chó Vallhund Thụy Điển trong rừng
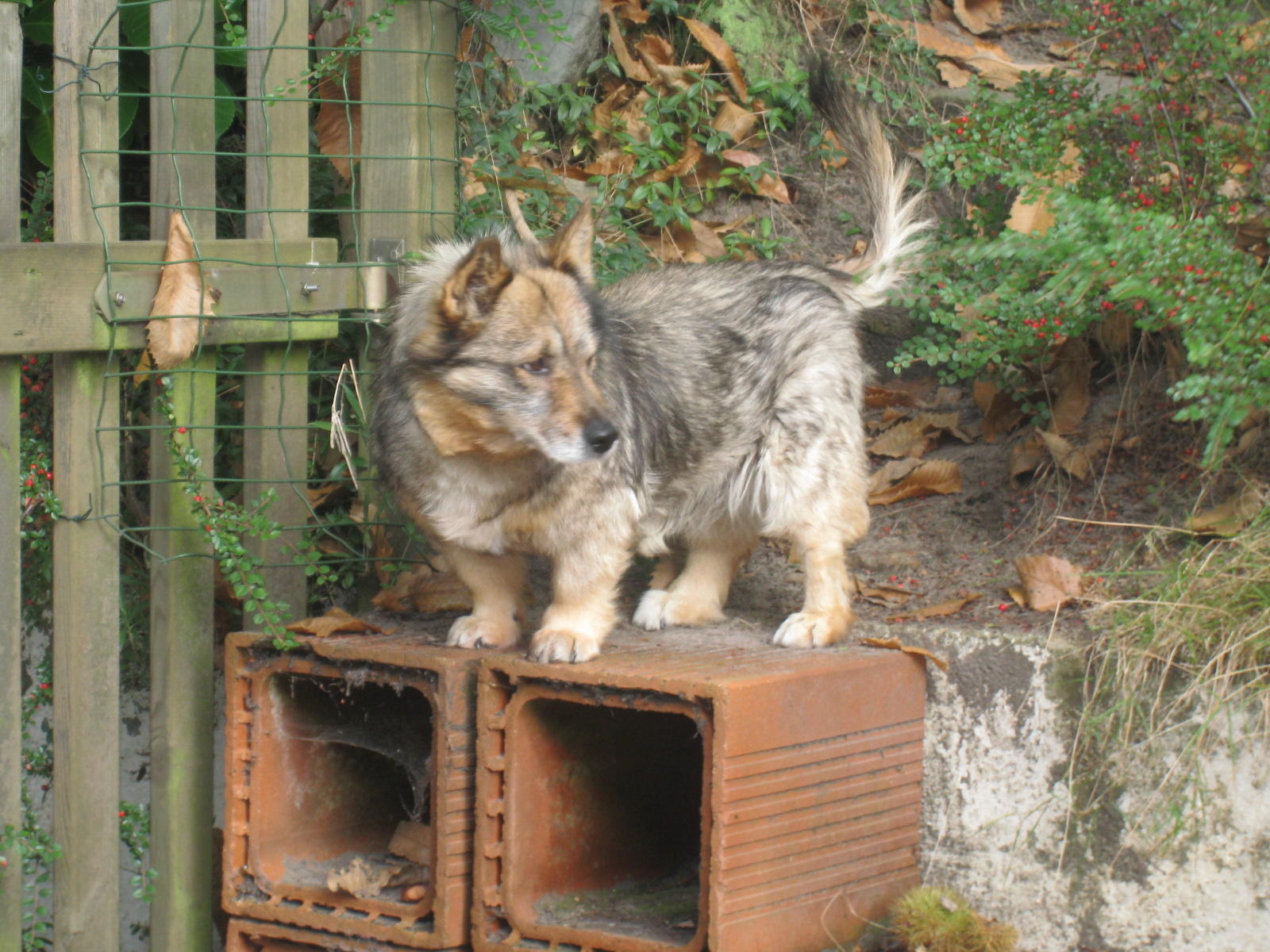
Chó Vallhund Thụy Điển với đuôi dài không phải là xoăn
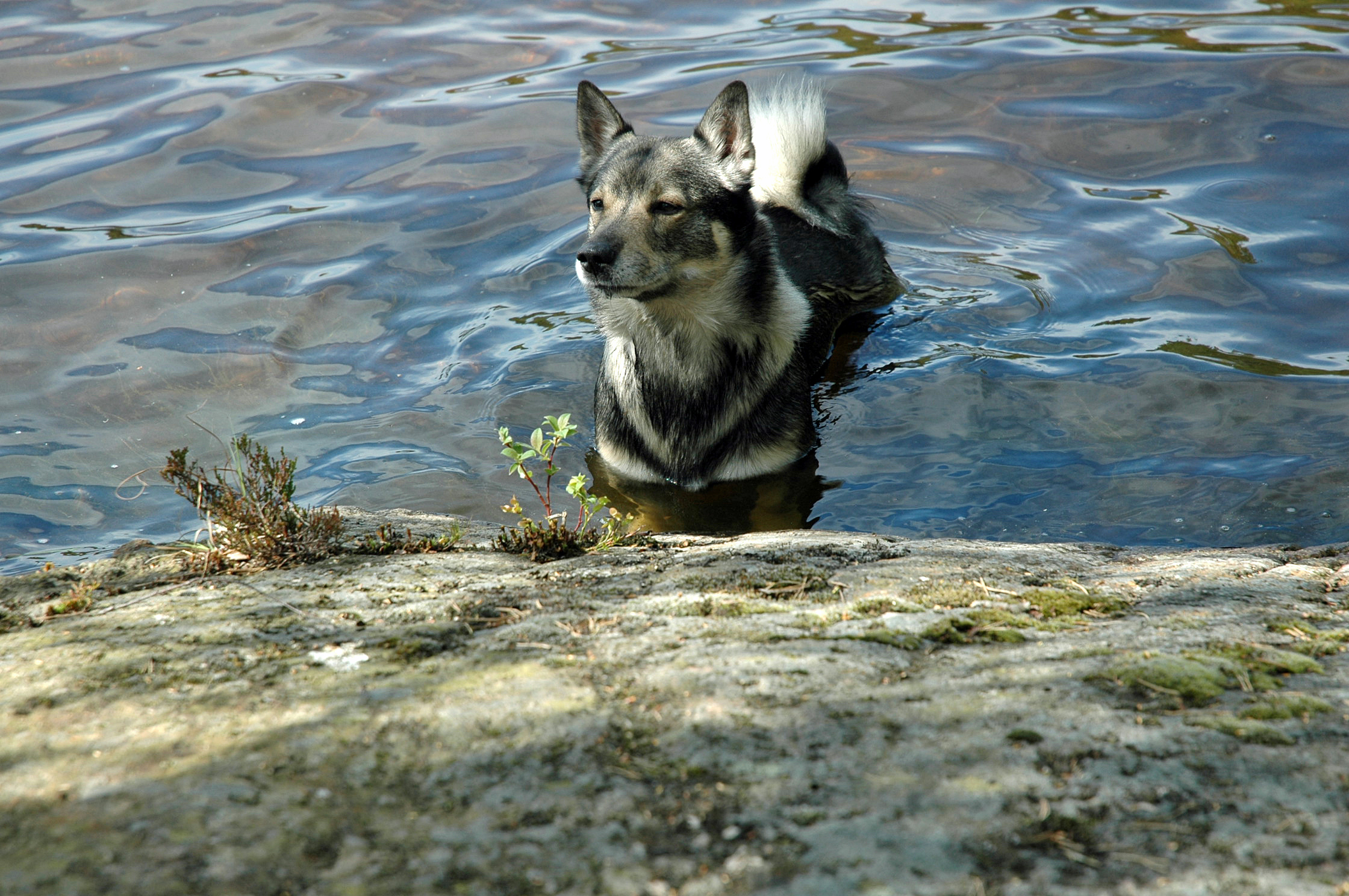
Chó Vallhund Thụy Điển trong hồ, đuôi xoăn
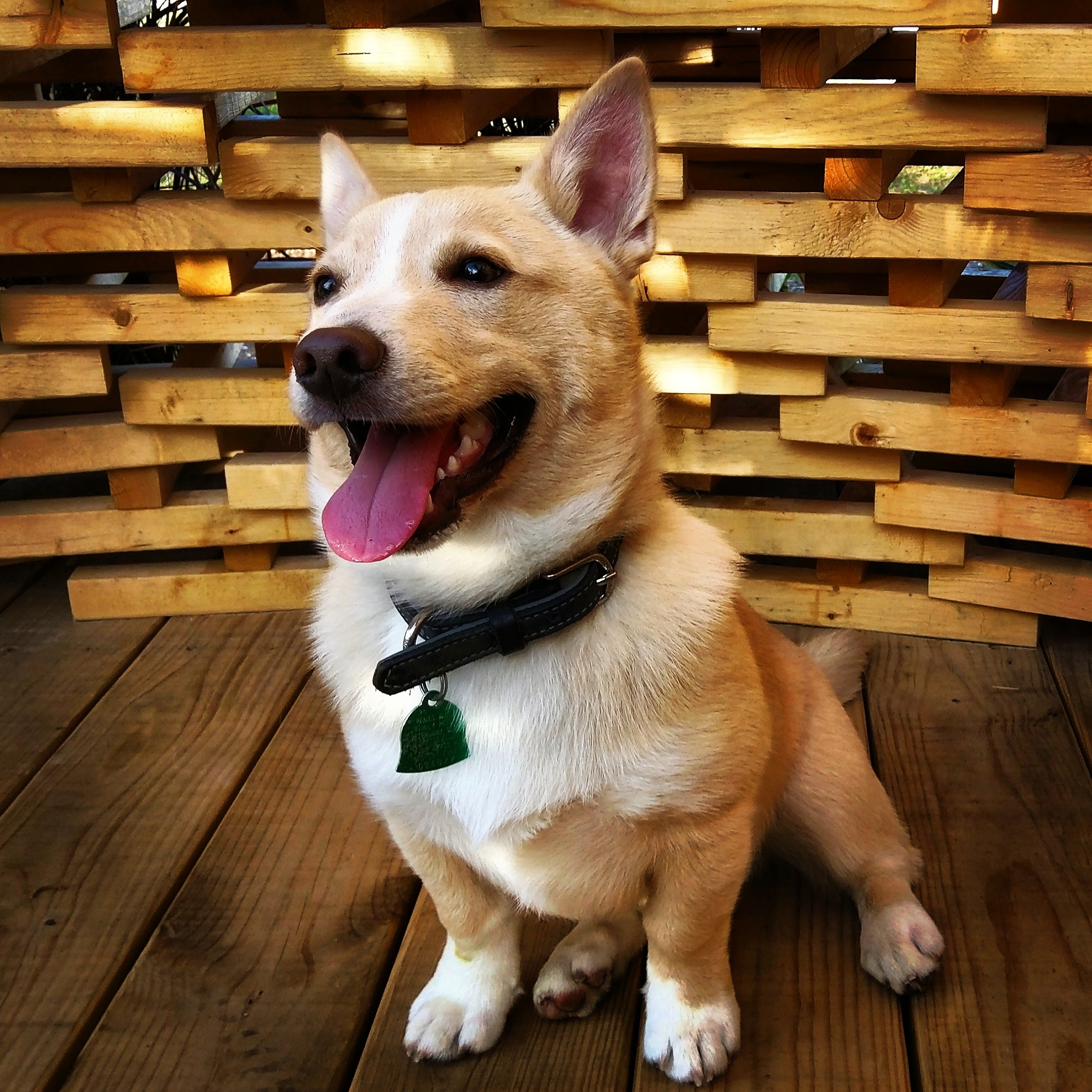
Chó Vallhund Thụy Điển có nhiều bộ lông biến thể

## Website chính thức
- Vallhund Thụy Điển trên DMOZ